# Chrysosphaerellaceae
Famille
Les Chrysosphaerellaceae sont une famille d'algues de l'embranchement des Ochrophyta de la classe des Chrysophyceae et de l'ordre des Paraphysomonadales.

## Étymologie
Le nom vient du genre type Chrysosphaerella, dérivé du grec χρυσός / khrusos, « couleur or », et σφαερα/ sfaera + -ella, « petite sphère », littéralement « petite sphère jaune », en référence à la couleur des cellules, la forme et la couleur des colonies qu'elles constituent.

## Description
Les espèces du genre Chrysosphaerella sont des unicellulaires dont les cellules sont solitaires ou regroupées en colonies plus ou moins sphériques (d'un diamètre pouvant atteindre 0,250 mm de diamètre), nageant librement. Les colonies sont constituées d'un maximum de 64 cellules maintenues ensemble par du mucilage. Les cellules individuelles sont sphériques, ovales ou piriformes (en forme de poire), portant deux flagelles de longueur inégale. Le flagelle court est renflé à sa base qui est étroitement associé au stigmate. Les cellules sont recouvertes de nombreuses écailles et épines siliceuses.
Les épines, dont la pointe est bifurquée ou trifurquée, sont disposées sur une hampe creuse. On observe un à deux chloroplastes, l'un pourvu d'un stigmate à l'extrémité antérieure. Le protoplaste contient également deux vacuoles contractiles, une vacuole à chrysolaminarine (en), des vacuoles alimentaires et des mucocystes (cellules à mucus). 

## Liste des genres
Selon AlgaeBase (27 janvier 2022) :
- Chrysosphaerella Lauterborn, 1896